# Cimetière israélite d'Hagenthal-le-Bas
Le cimetière israélite d'Hagenthal-le-Bas est un monument historique situé à Hagenthal-le-Bas, dans le département français du Haut-Rhin.

## Localisation
Ces constructions sont situées im Gucker à Hagenthal-le-Bas.

## Historique
L'édifice fait l'objet d'une inscription au titre des monuments historiques depuis 1992.